# August Cappelen
Herman August Cappelen (Skien, 1 de mayo de 1827 - Düsseldorf, 8 de julio de 1852) fue un pintor romántico noruego, perteneciente a la corriente del nacionalismo romántico y a la llamada "escuela de Düsseldorf" de artistas noruegos.
Sus padres fueron el empresario industrial Diderik von Cappelen y Edel Severine Margrethe Hanriette Løvenskiold. Su familia paterna era de ascendencia alemana. En 1835 la familia se mudó a Ulefoss, en la provincia de Telemark, donde August pasó su infancia. En 1845 August se mudó a Cristianía (Oslo) para ingresar a la Escuela de Artes y Artesanías, donde fue condiscípulo y amigo de Hans Gude, dos años mayor que él.
En el otoño de 1846 viajó a Düsseldorf, cuya academia gozaba de gran prestigio entre los artistas noruegos de la época. Permaneció la mayor parte del tiempo en esa ciudad alemana hasta 1850, cuando comenzó a viajar frecuentemente a Noruega. Aunque tras la muerte de Cappelen el director de la Academia de Düsseldorf lo mencionó como alumno, en realidad el joven pintor nunca pudo ingresar a la misma.
Falleció prematuramente en 1852 a los 25 años de edad. Fue sepultado en Düsseldorf, pero sus restos serían trasladados después a su país natal. Es considerado como un artista bastante talentoso, que hacia sus últimos de años de vida había alcanzado un estilo propio.

## Galería

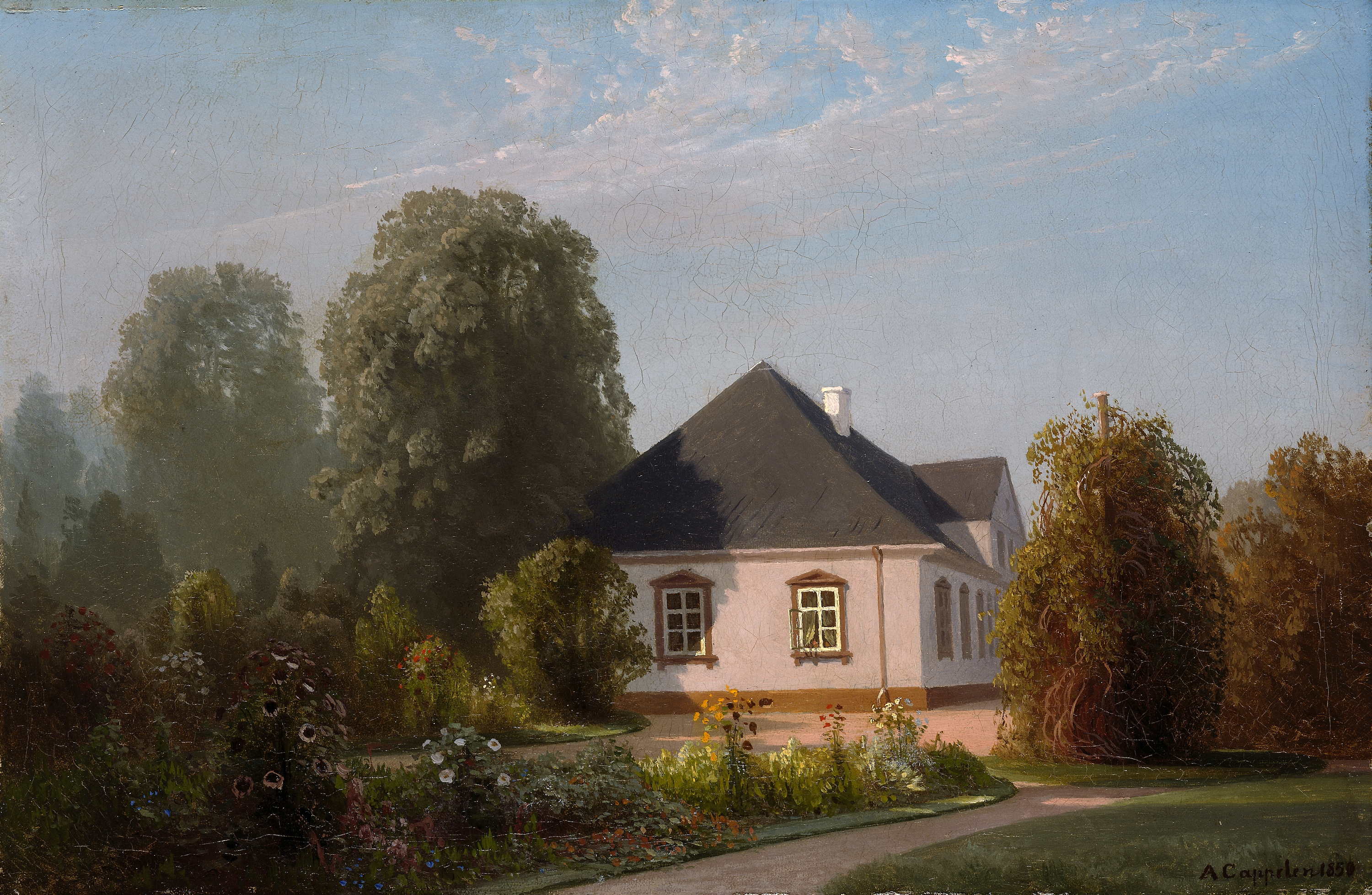
De Olden (1850)
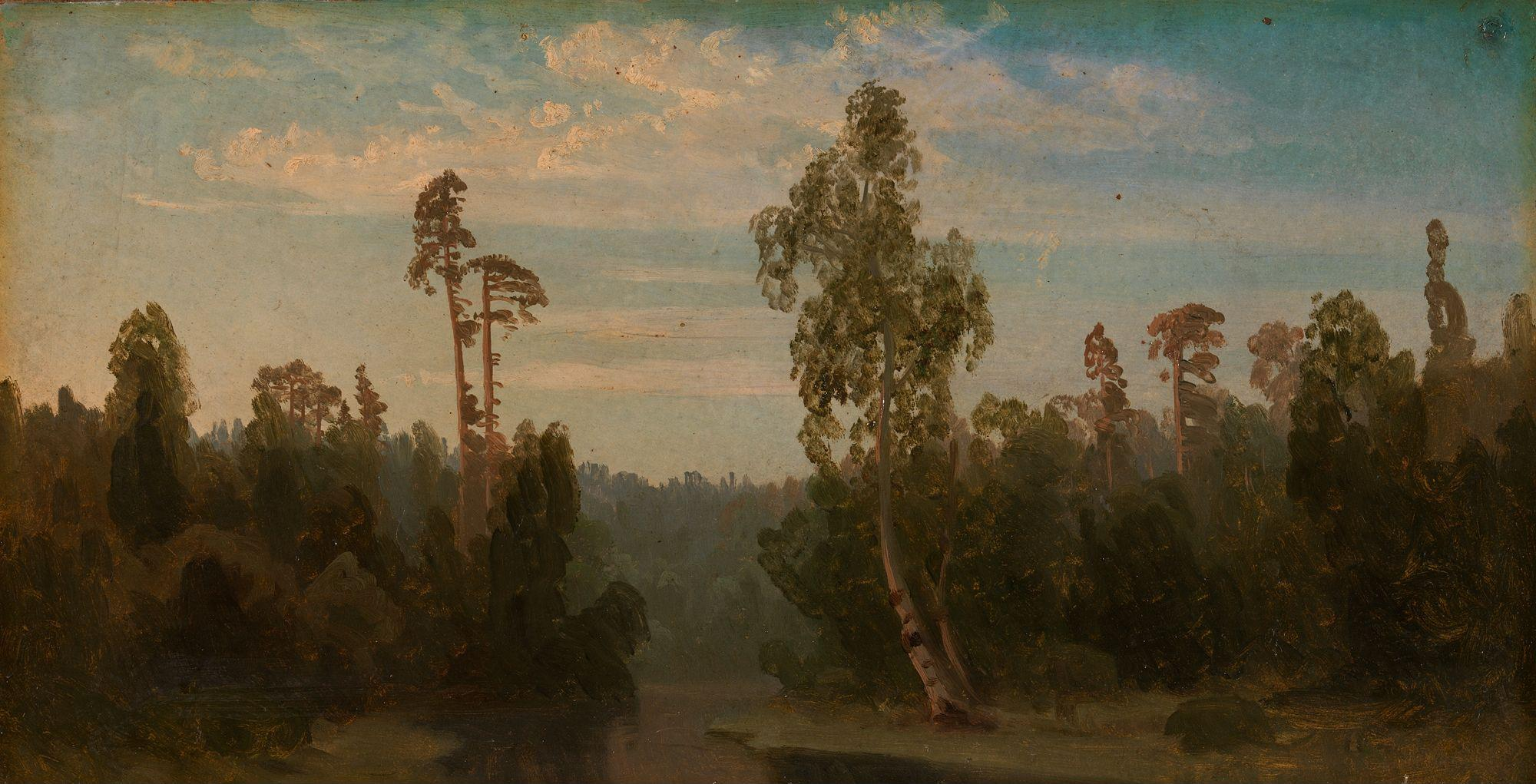
Estudio de un paisaje con un lago (c. 1850)
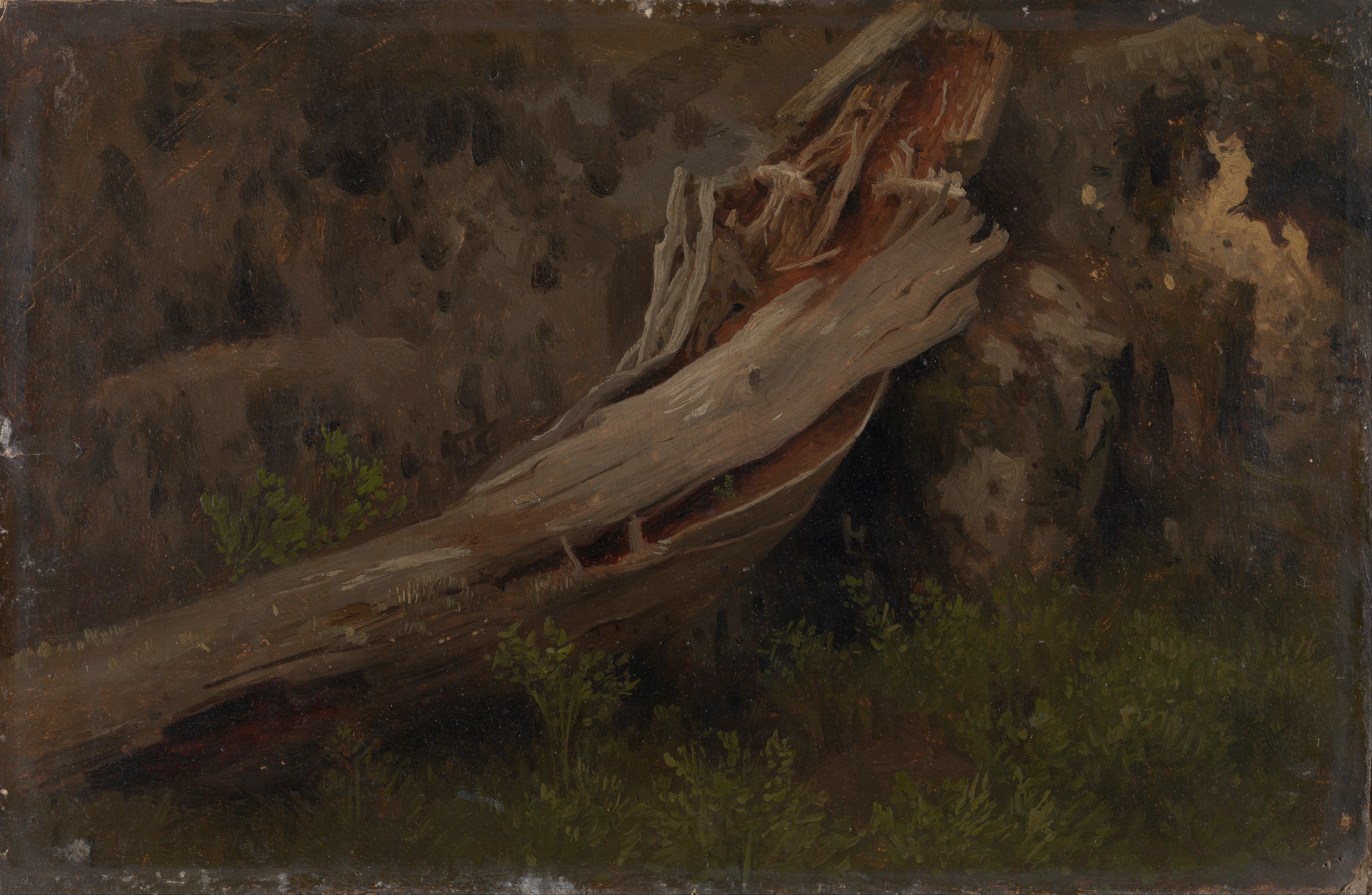
Estudio de un tronco en descomposición (1851)
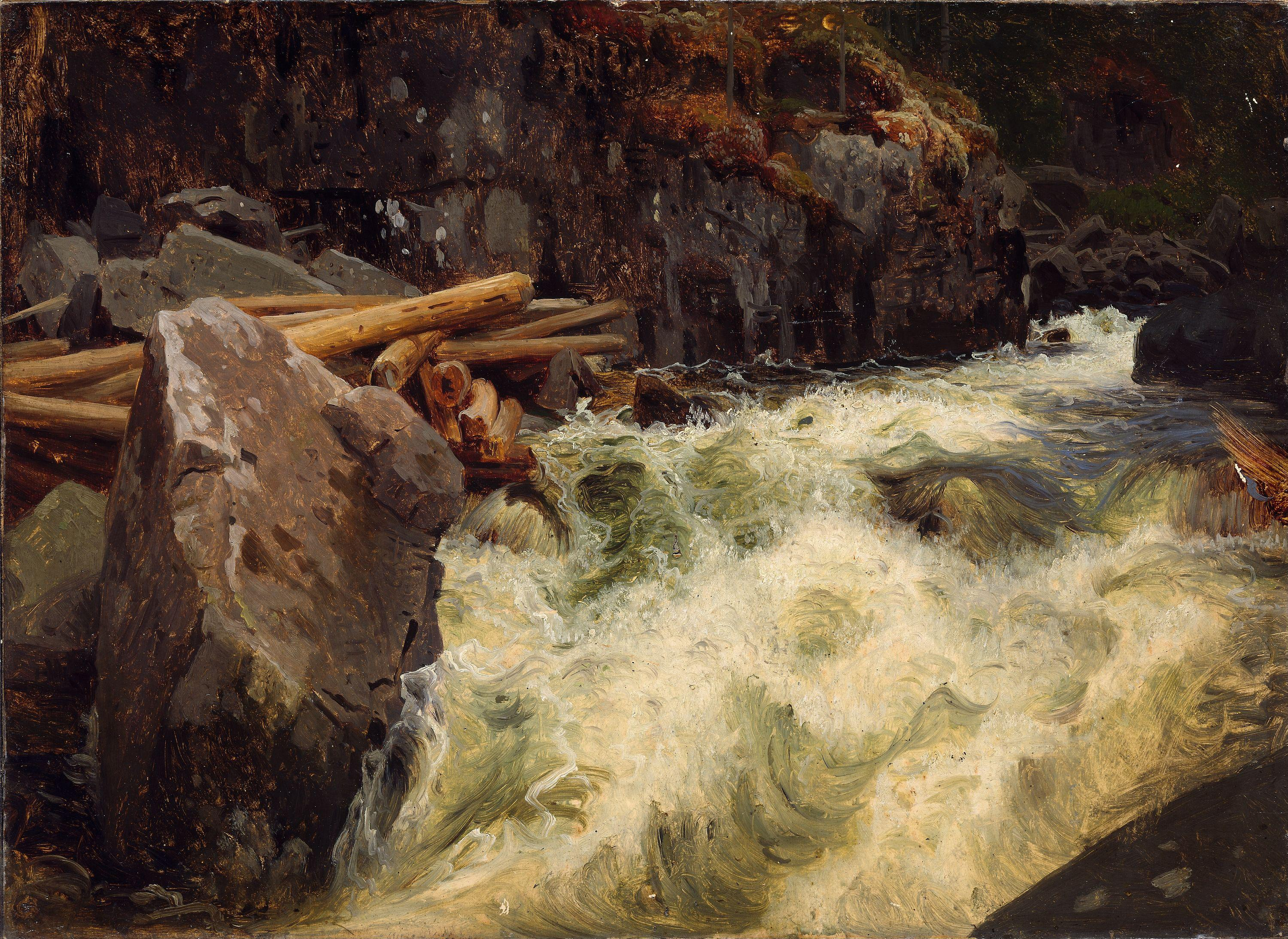
Estudio de una cascada (c. 1851)
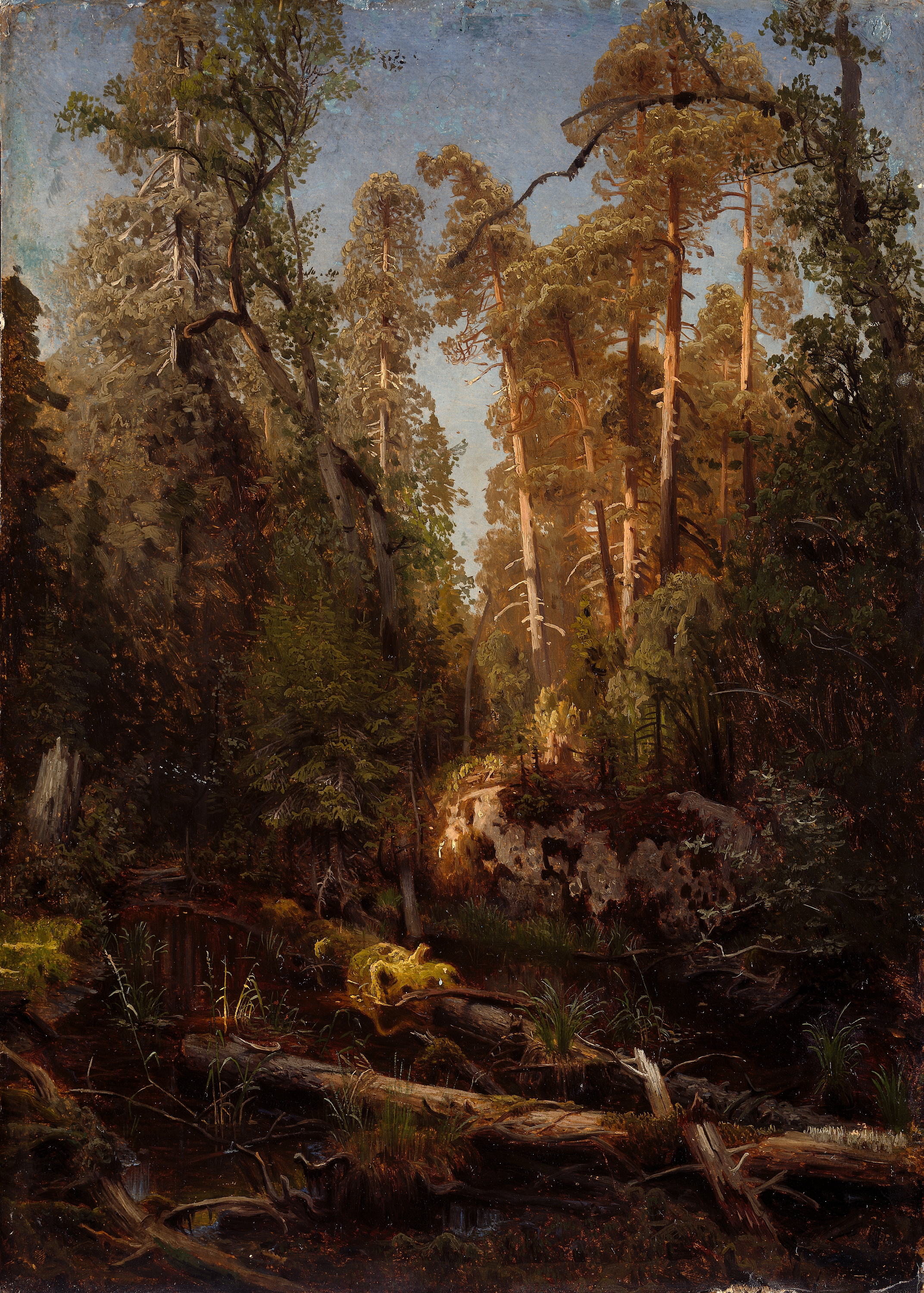
Estudio de un bosque (c. 1851)
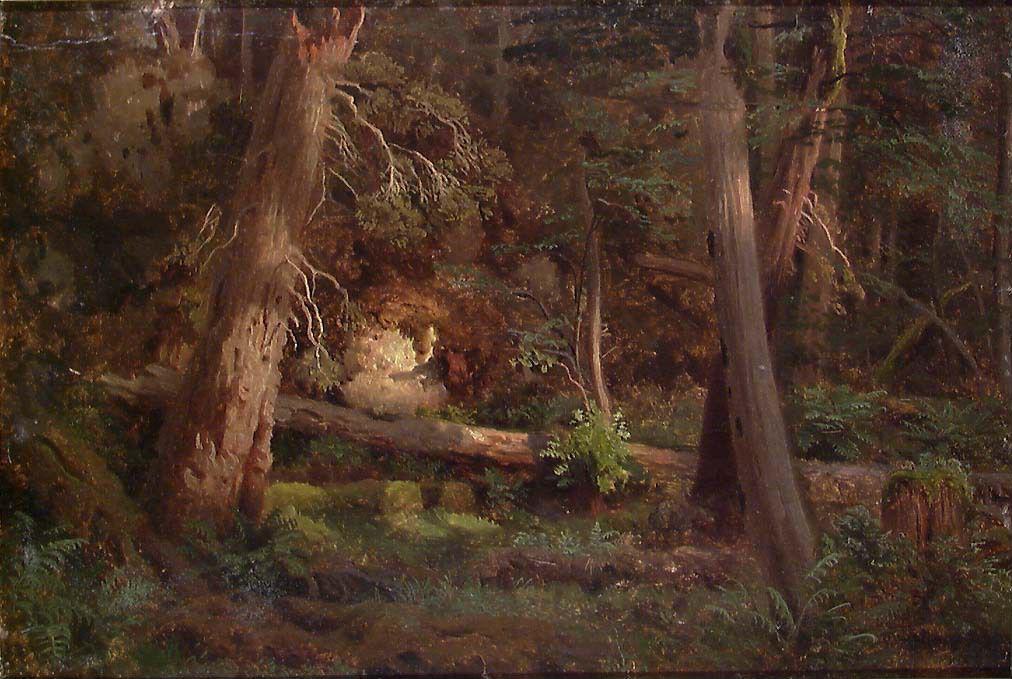
Estudio de un bosque (c. 1851)
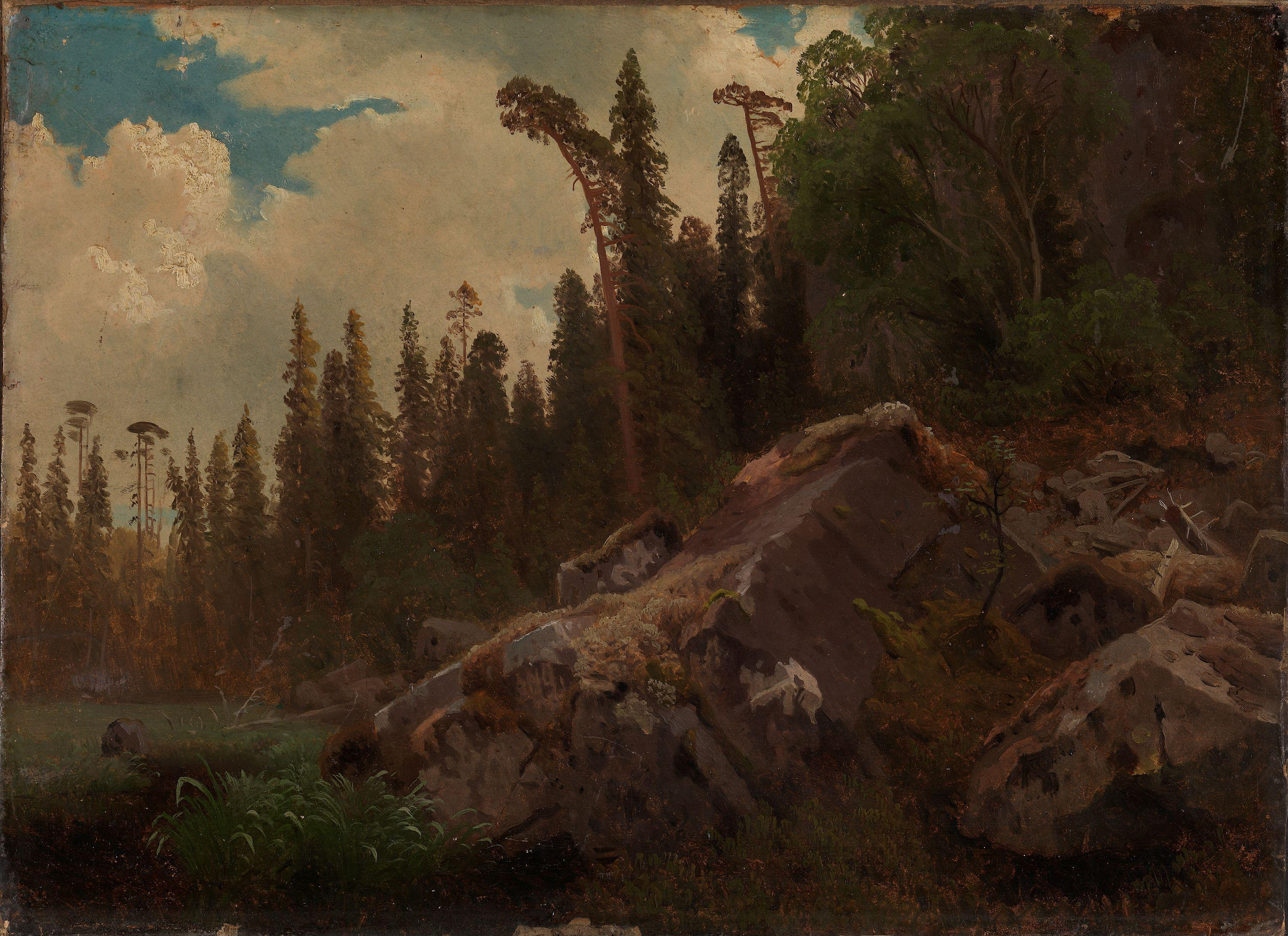
Estudio de paisaje con árboles y rocas (c. 1851)
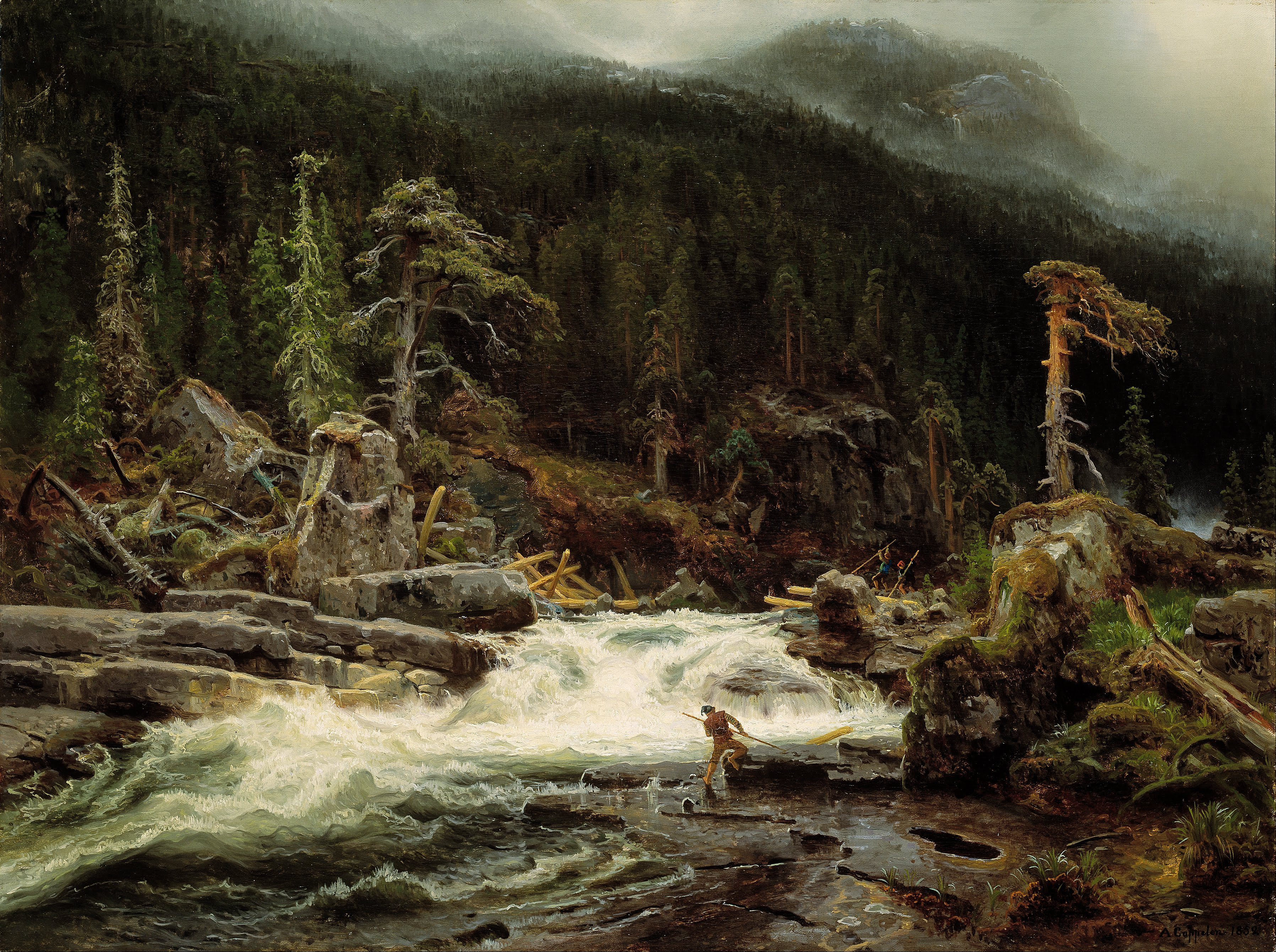
Cascada de Telemark (1852)
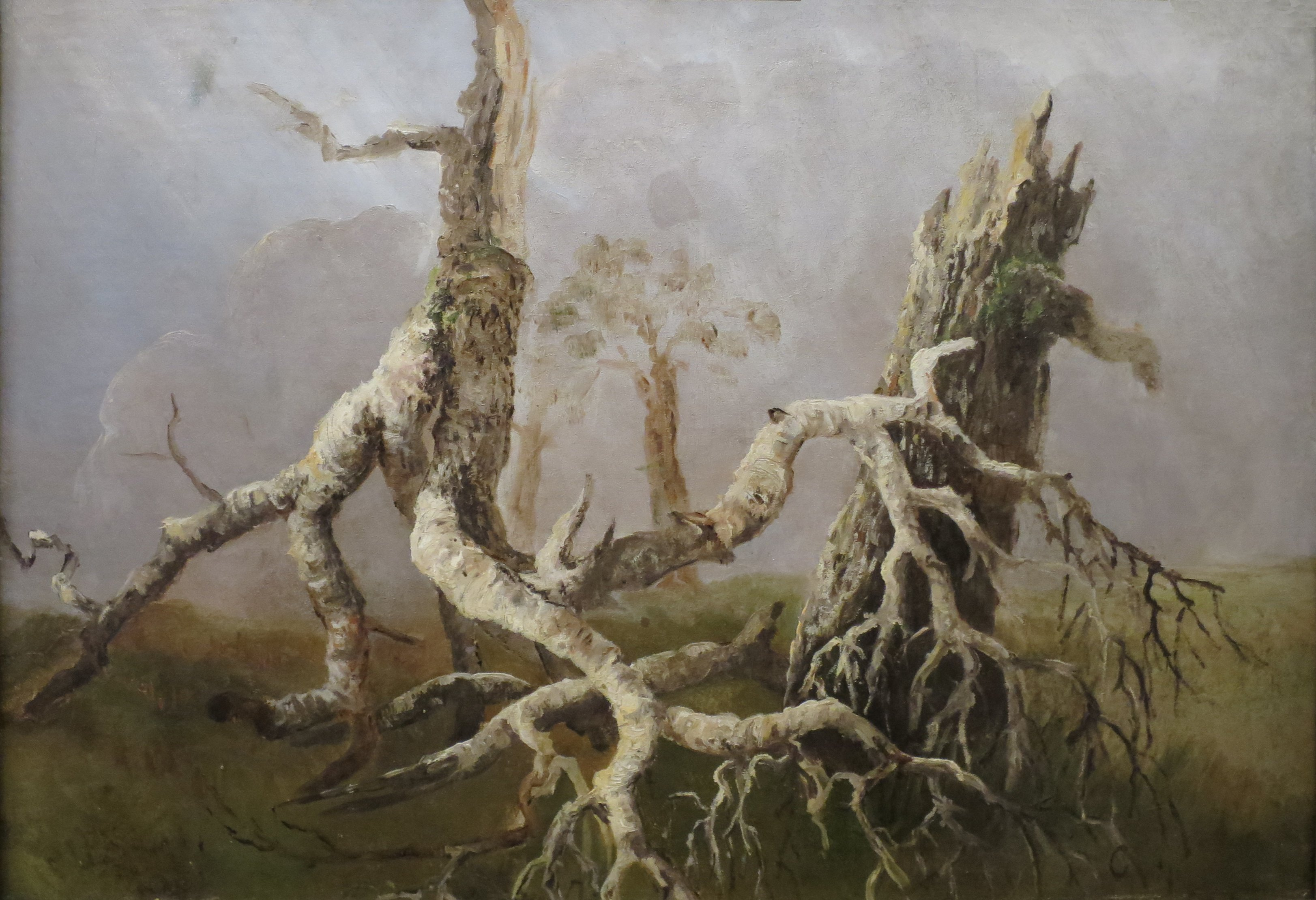
Árboles moribundos
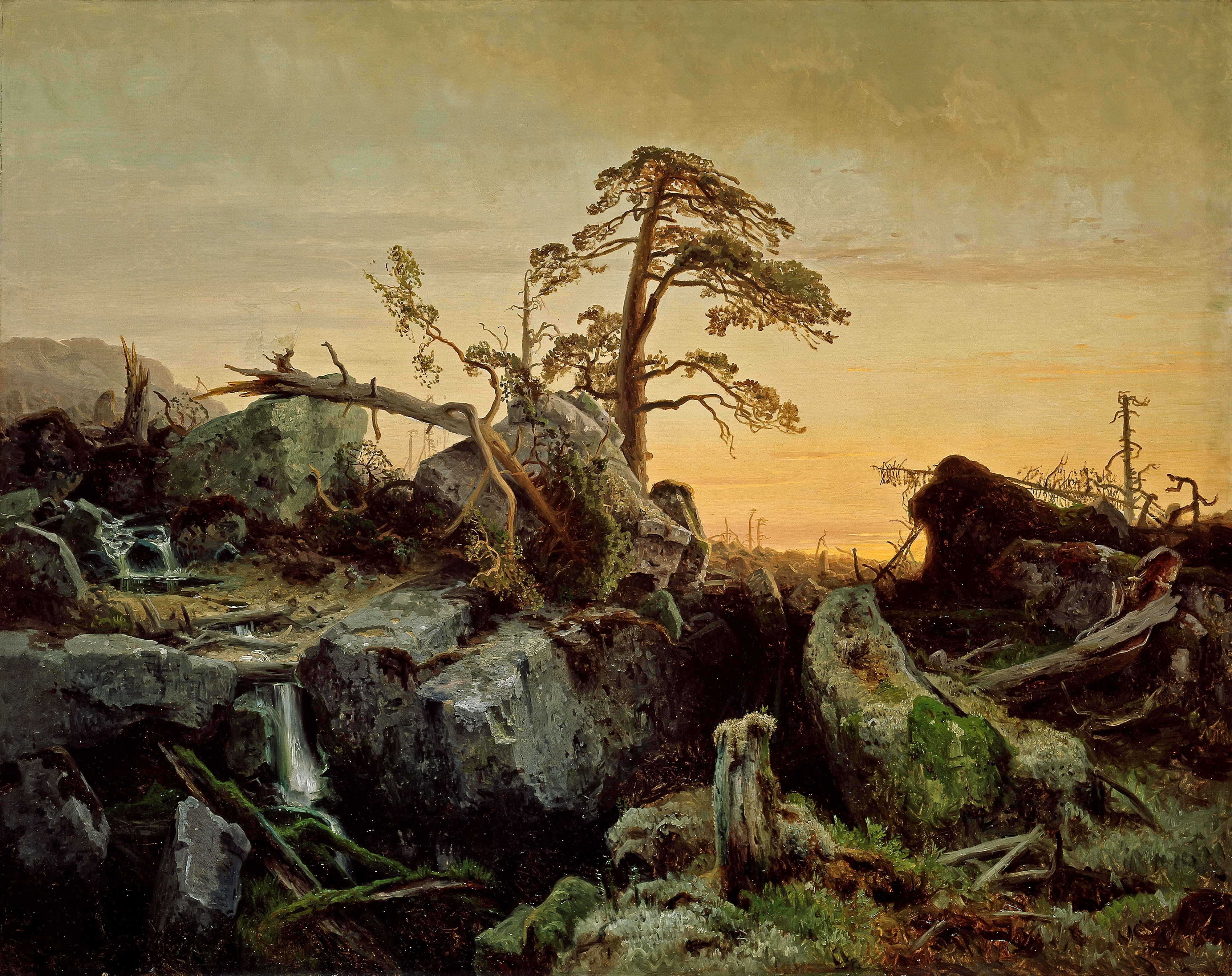
Bosque nativo en peligro de extinción (1852)